# أحمد هزازي
أحمد هزازي مواليد 13 ديسمبر 1990، هو لاعب كرة يد سعودي يلعب كجناح أيمن. يلعب حاليا مع نادي الوحدة. مثل منتخب السعودية لكرة اليد.

## سجل المنافسة
شارك في البطولات التالية:
- بطولة العالم لكرة اليد للرجال 2015